# جودي بوكر
جودي بوكر (بالإنجليزية: Judi Bowker)‏ هي ممثلة إنجليزية ولدت في يوم 6 أبريل 1954 في قرية شاوفورد. بدأت التمثيل في سنة 1972، ومثلت في عدة أفلام ومسلسلات مثل فيلم أنا كارنينا في سنة 1985، ومسلسل كونت دراكولا في سنة 1978.

## روابط خارجية
- جودي بوكر على موقع IMDb (الإنجليزية)
- جودي بوكر على موقع ألو سيني (الفرنسية)
- جودي بوكر على موقع أول موفي (الإنجليزية)
- جودي بوكر على موقع قاعدة بيانات الأفلام السويدية (السويدية)
- جودي بوكر على موقع إن إن دي بي (الإنجليزية)
- جودي بوكر على موقع قاعدة بيانات الفيلم (الإنجليزية)
- جودي بوكر على موقع كينوبويسك (الروسية)